# Liste des comtes et ducs d'Anjou

Philippe-Louis de France (1730-1733), fils cadet de, avant-dernier duc d'Anjou (apanage)

Cette page dresse une liste non exhaustive présentant les comtes et ducs d’Anjou au cours de l'Histoire de France.

## Comtes d’Anjou non héréditaires
- Saint Lézin (Licinius) (vers 587-592)[réf. nécessaire]
- Rainfroi, comte jusqu'à 731
- Torquat, comte vers 790
- Tertulf, comte vers 820
- Eudes d'Orléans († 834)

## Comtes d’Anjou héréditaires

### Robertiens
- Robert le Fort, comte d'Anjou et de Tours, marquis de Neustrie
- Eudes, roi des Francs, fils du précédent.

### Ingelgeriens
- 930-942 : Foulques Ier le Roux († vers 942), fils d'Ingelger (vers 840-886), vicomte d'Angers en 880
- 942-958 : Foulques II le Bon, fils du  précédent (v. 920-960)
- 958-987 : Geoffroy Ier Grisegonelle, fils du précédent (938/940-987)
- 987-1040 : Foulques III Nerra, fils du précédent († 1040)
- 1040-1060 : Geoffroy II Martel, fils du précédent (1006-1060)

### Gâtinais-Anjou / Plantagenêts

Armes de Geoffroy V Plantagenêt

- 1060-1068 : Geoffroy III le Barbu, petit-fils de Foulques III par Ermengarde d'Anjou (1040-1096 ou 1097)
- 1068-1109 : Foulques IV le Réchin, frère du précédent (1043-1109)
  - Geoffroy IV Martel, fils du précédent, comte associé (†1106)
- 1109-1129 : Foulques V le Jeune, aussi roi de Jérusalem, fils cadet de Foulques IV (1092-1144)
- 1129-1151 : Geoffroy V le Bel ou Plantagenêt, fils du précédent (1113-1151)
- 1151-1156, 1158-1169 et 1183-1189 : Henri II, roi d'Angleterre (Henri Ier d'Anjou), fils du précédent (1133-1189)
  - 1156-1158 : Geoffroy VI, frère du précédent  (1134-1158)
  - 1169-1183 : Henri le Jeune (Henri II d'Anjou) (1155-1183), fils d'Henri II, roi d'Angleterre
- 1189-1199 : Richard Ier Cœur de Lion, frère du précédent (1157-1199)
- 1199-1204 : Jean Ier sans Terre, frère du précédent (1199-1216)

### Capétiens directs

Armes des comtes capétiens d'Anjou

- 1219-1232 : Jean II d'Anjou, fils de Louis VIII le Lion, roi de France, mort jeune, son apanage a été transféré à son frère
- 1246-1285 : Charles Ier (1227-1285), également comte de Provence et roi de Sicile, puis de Naples, fils de Louis VIII le Lion et Blanche de Castille
- 1285-1290 : Charles II (1254-1309), roi de Naples, fils du précédent. En 1290, il donne l'Anjou en dot à sa fille qui épouse Charles de Valois
- 1290-1299 : Marguerite (1273-1299), fille du précédent, épouse le suivant

### Maison de Valois
- 1290-1325 : Charles III (1270-1325), fils cadet de Philippe III, roi de France
- 1325-1328 : Philippe (1293-1350), fils du précédent. Devient roi de France (Philippe VI) en 1328 et rattache l'Anjou au domaine royal.
- 1332-1350 : Jean III le Bon (1319-1364), fils du précédent, devient roi de France (Jean II) à la mort de son père.
- 1351-1360 : Louis Ier (1339-1384), roi titulaire de Sicile et de Jérusalem, comte de Provence, fils de Jean II, roi de France, et petit-fils de Philippe VI de Valois

## Ducs d'Anjou
En 1360, l'Anjou est érigé en duché.

Armes des ducs d'Anjou

### Maison de Valois
- 1360-1384 : Louis Ier (1339-1384), roi titulaire de Sicile et de Jérusalem, comte de Provence, fils de Jean II, roi de France, et petit-fils de Philippe VI de Valois
- 1384-1417 : Louis II (1377-1417), fils du précédent, roi titulaire de Sicile et de Jérusalem, comte de Provence
- 1417-1434 : Louis III (1403-1434), fils du précédent, roi titulaire de Sicile et de Jérusalem, comte de Provence
- 1434-1480 : René Ier (1409-1480), frère du précédent, roi de Naples, duc de Bar, comte de Provence, roi titulaire de Sicile, de Jérusalem et d'Aragon, duc de Lorraine
- 1480-1481 : Charles III d'Anjou (1436-1481), fils de Charles IV du Maine, et petit-fils de Louis II, roi titulaire de Sicile et de Jérusalem, comte du Maine (Charles V) et comte de Provence sous le nom de Charles III.

## Ducs d'Anjou apanagistes
À la mort de Charles III, le duché d'Anjou est officiellement rattaché à la Couronne. Plusieurs princes apanagistes issus des maisons de Valois et de Bourbon en portent le titre mais sans donner naissance à de nouvelles maisons.
- Henri de France (1551-1589), quatrième fils d'Henri II, roi de France, et de Catherine de Médicis. Il est, dans un premier temps, titré duc d'Angoulême. En 1560, à l'avènement de son frère Charles IX, il devient duc d'Orléans. Le 8 février 1566, il devient duc d'Anjou.
- François de France (1555-1584), dernier fils d'Henri II, auparavant duc d'Alençon.
- Gaston de France (1608-1660), fils d'Henri IV. Devient ensuite duc d'Orléans.
- Philippe de France (1640-1701), fils de Louis XIII. Devient ensuite duc d'Orléans, souche de l'actuelle maison d'Orléans. Charles-Philippe d'Orléans porte aujourd'hui le titre de courtoisie de « duc d'Anjou » (voir plus bas).
- Philippe Charles de France (1668-1671), fils de Louis XIV.
- Louis-François de France (1672-1672), fils de Louis XIV.
- Philippe d'Espagne, petit-fils de Louis XIV, futur roi Philippe V des Espagnes et des Indes et maître des Pays-Bas espagnols hérités de Charles II, roi d'Espagne, souche de la branche aînée qui a repris le titre en 1919 (voir plus bas).
- Louis de France, futur Louis XV.
- Philippe de France (1730-1733), fils de Louis XV
- Louis-Stanislas-Xavier de France (1758-1824), futur Louis XVIII, comte de Provence à sa naissance, duc d'Anjou et comte du Maine en avril 1771, duc d'Alençon en 1774.

## Titre de courtoisie

### Maison de Bourbon
Après la mort sans descendance mâle de son frère aîné le duc de Séville en 1894, 
- François de Bourbon (1853-1942) prend le titre de courtoisie de duc d'Anjou, se proclame héritier du trône de France et revendique[1] pour lui la succession légitimiste. Selon l'oncle de la nouvelle duchesse de Séville[2], la branche aînée carliste et la branche cadette alphonsiste ne sauraient avoir succédé ou pouvoir succéder au comte de Chambord (mort sans descendance en 1883), car ces deux branches soit prétendent au trône d'Espagne, soit occupent ce trône. Par conséquent, la succession légitimiste devrait échoir selon le prince François, à la troisième branche, dont il est l'aîné depuis la mort de son frère le duc de Séville. En 1897, François de Bourbon intente auprès du tribunal de la Seine un procès contre Philippe d'Orléans (le prétendant orléaniste), pour lui faire interdire le port des pleines armes de France. Le prince François n'obtient pas gain de cause[3],[4], mais selon l'historien du droit Guy Augé, s'il « perdit son procès, [...] le gagnant moral parut être beaucoup moins le Duc d'Orléans que Don Carlos »[1] (c'est-à-dire le « duc de Madrid »). Celui-ci intervient tardivement[3],[5]  dans ce procès pour faire valoir ses droits, par un mémoire[3],[5] déposé par son avocat, Me Rivière. Le tribunal n'a pas le temps d'examiner les arguments du prétendant légitimiste, et déboute[5] son cousin issu de germain, le prince François de Bourbon, au motif que les armes de France auraient, selon le tribunal, été abolies avec la royauté[5] (il en sera jugé tout autrement en 1988 et 1989) et qu'au surplus, le prince François n'est pas l'aîné de la famille (« le duc de Madrid le prime dans l'ordre collatéral »[4], souligne le tribunal).

Le titre de duc d'Anjou est ensuite porté, depuis 1919, par la maison de Bourbon-Anjou, devenue française et devenue aînée de la dynastie capétienne et donc héritière légitimiste de la couronne de France, après le décès en 1883 du comte de Chambord, dernier héritier de Louis XV. Descendants de Philippe V, duc d'Anjou avant de devenir roi d'Espagne, cette branche de Bourbon qui ne possédait plus le duché d'Anjou en avait conservé le blason sur les armoiries royales espagnoles.
- 1909-1931 - Jacques de Bourbon (1870-1931), duc de Madrid, aîné de la maison capétienne.
- 1931-1936 - Alphonse-Charles de Bourbon (1849-1936), duc de San Jaime, oncle du précédent ; proclamé duc d'Anjou par ses partisans français (et appelé duque de San Jaime y de Anjou par ses partisans espagnols), il ne semble pas avoir fait lui-même usage de ce titre dans ses actes.
- 1946-1975 - Jacques-Henri de Bourbon (1908-1975), duc de Ségovie, duc d'Anjou, duc de Madrid, et duc de Tolède[6], cousin du précédent.
- 1975-1989 - Alphonse de Bourbon (1936-1989), duc de Cadix, duc de Bourbon et de Bourgogne, duc d'Anjou[7], fils du précédent.
- 1989 - Louis de Bourbon (1974), duc de Touraine, puis duc de Bourbon et enfin duc d'Anjou[8], fils du précédent, aîné des Capétiens et des Bourbons.

### Maison d'Orléans
Le titre de duc d'Anjou est aussi porté depuis 2004 par Charles-Philippe d'Orléans, l'un des membres de l'actuelle maison d'Orléans issue de Philippe, duc d'Anjou puis duc d'Orléans, second fils du roi Louis XIII et illustrée par le roi Louis-Philippe Ier. Cette branche est devenue prétendante orléaniste de la couronne de France, après le décès en 1883 du comte de Chambord. La polémique sur le port de ce titre entre dans le cadre des querelles dynastiques françaises.
- 2004- Charles-Philippe d'Orléans (1973), duc d'Anjou[9],[10], fils de Michel d’Orléans (1941), comte d'Évreux, titré duc d'Anjou par son oncle, Henri d'Orléans (1933-2019), comte de Paris et prétendant au trône de France (1999-2019)[11].